# Predrag Savović
Predrag Savović (in serbo Предрaг Сaвовић?; Pola, 21 maggio 1976) è un ex cestista serbo con cittadinanza spagnola.
È il fratello maggiore di Boban Savović.

## Palmarès
- YUBA liga: 1

Partizan Belgrado: 1994-95
- Campionato belga: 1

Spirou Charleroi: 2003-04
- Coppa di Jugoslavia: 2

Partizan Belgrado: 1994, 1995